# Two Tricky
Two Tricky foi uma boy band islandesa que representou a Islândia no Festival Eurovisão da Canção 2001 com a canção Angel. A banda era constituída por Kristján Gíslason e Gunnar Ólafsson.  Considerada como favorita por alguns  fãs da Eurovisão,mas não foi além do último lugar empatada com a canção da Noruega. Ambas as canções obtiveram apenas 3 pontos.